# Джергения, Анри Михайлович
Анри Миха́йлович Джерге́ния (абх. Анри Михаил-иԥа Џьергьениа; 8 августа 1941, Ленинград, СССР — 5 января 2020, Москва, Россия) — абхазский политик, Премьер-министр Республики Абхазия (2001—2002), генеральный прокурор Республики Абхазия, правовед, дипломат. Блокадник.

## Биография
Родился 8 августа 1941 года в Ленинграде в семье преподавателя юридического факультета Ленинградского государственного университета Михаила Джергения, мать была врачом. В самую тяжёлую блокадную зиму 1941—1942 года находился с родителями в окружённом немецко-фашистскими войсками Ленинграде. Отец погиб на фронте 12 февраля 1942 года. В августе 1942 года мать вывезла годовалого Анри из блокадного Ленинграда в деревянном чемоданчике на катере через Ладожское озеро. Сначала они с матерью попали на Урал, а в 1943 году переехали в Абхазию.
В 1963 году окончил юридический факультет МГУ. В 1963—1964 годах — следователь МВД Абхазии. В 1964—1965 годах служил в армии. С юности мечтал стать дипломатом, однако поступить в МГИМО тогда не удалось. Через 30 лет Джергения, будучи генпрокурором Абхазии и теоретиком-правоведом, участвовал в дипломатическом переговорном процессе между Абхазией и Грузией.
В 1965—1973 годах — старший следователь в МВД Абхазии.
В 1973—1975 годах — старший следователь прокуратуры Сухуми.
В 1975—1978 годах — председатель народного суда Сухуми.
В 1978—1992 годах — член Верховного Суда Абхазии.
В 1989—2001 годах — советник, личный представитель президента Абхазии Владислава Ардзинбы
В 1992—2001 годах — генеральный прокурор Абхазии.
В 2001—2002 годах — премьер-министр Абхазии.
В России Анри Джергения для лучшего и более простого восприятия собеседникам представлялся как Андрей Михайлович.

## Участие в переговорах с Грузией, личный представитель президента Ардзинбы

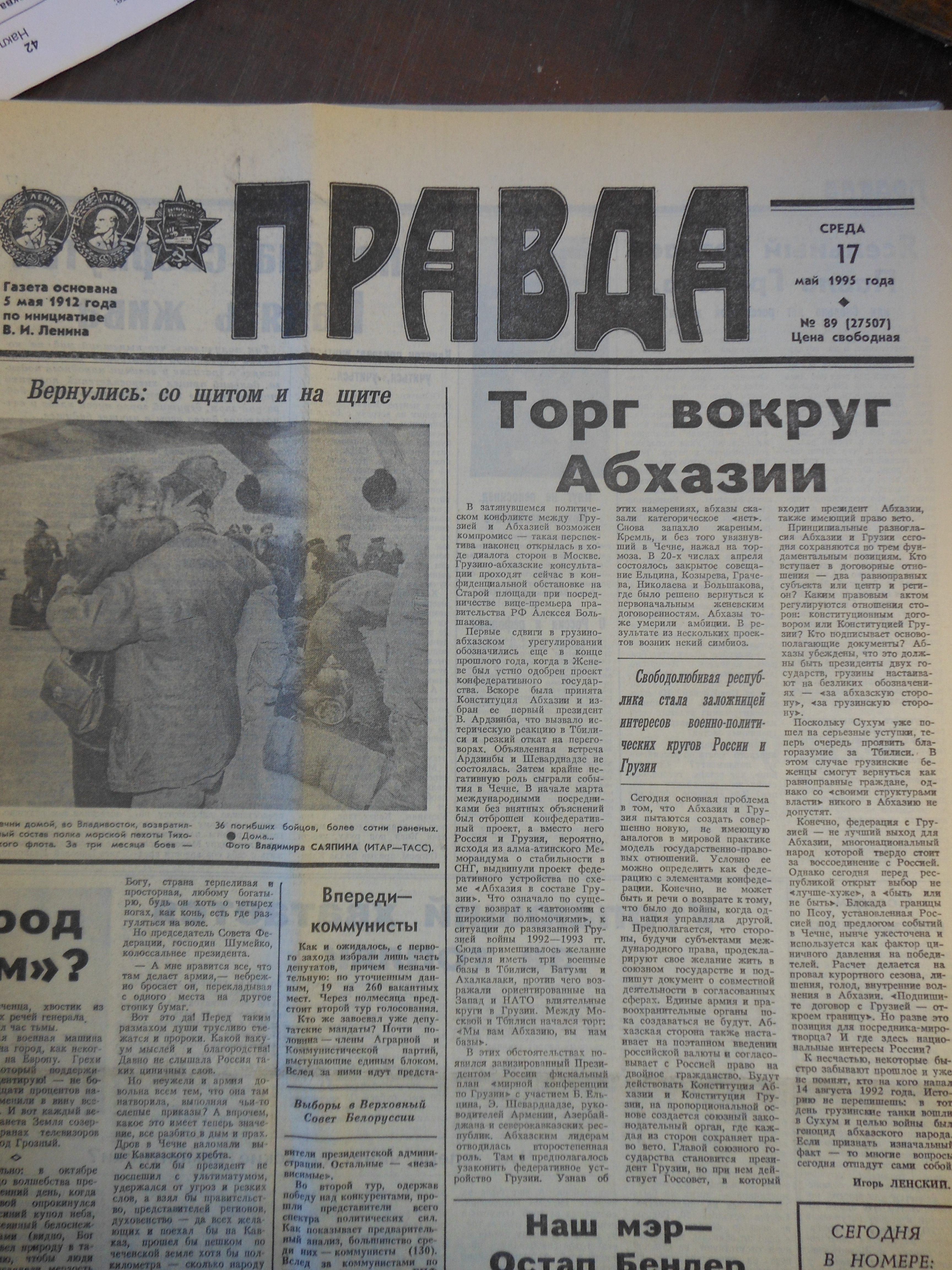
Статья в газете «Правда» о грузино-абхазских переговорах с участием Джергении, 17 мая 1995

С 1992 по 2001 год Джергения был личным представителем главы Абхазии Владислава Ардзинбы на переговорах по политическому урегулированию грузино-абхазского конфликта. Кроме служебных, политиков связывали и родственные отношения — двоюродная сестра Светлана Джергения была женой Ардзинбы. Согласно воспоминаниям Ардзинбы, Джергения играл «самую видную роль в абхазской делегации» на начавшихся в ноябре 1993 года переговорах с Грузией. Политические оппоненты Ардзинбы в Абхазии резко критиковали Джергению за слишком большую, по их мнению, уступчивость на переговорах с Грузией, однако выстраивавшуюся им линию в диалоге с Грузией до начала 2000-х годов поддерживал абхазский лидер Ардзинба.
Джергения принимал участие в ряде дипломатических встреч в Женеве и Москве, как правовед выдвинул собственный детально разработанный компромиссный проект создания союзного государства Абхазии и Грузии с делегированными центру полномочиями и при гаранте — Российской Федерации. Завизированный Джергенией в июле 1995 года проект союзного договора между Абхазией и Грузией, куда грузинскому послу в Москве Важе Лордкипанидзе в последний момент удалось внести ряд ущербных для абхазской стороны правок, вызвал критику в абхазском парламенте, после чего депутаты в Сухуме стали настаивать на процедуре ратификации договора. Из-за разразившегося скандала депутаты едва не сняли Джергению со всех постов (Ардзинба спас его тогда ценой личного авторитета), а подписание между Абхазией и Грузией договора на высоком уровне в Москве с участием Бориса Ельцина, Эдуарда Шеварднадзе и Владислава Ардзинбы оказалось сорванным. По этой причине в январе 1996 года по докладу первого заместителя министра иностранных дел РФ Бориса Пастухова совет глав государств СНГ ввёл санкции против Абхазии. 7 декабря 1996 года Джергении в нарушение дипломатического протокола дал двухчасовую аудиенцию в Минске президент Белоруссии Александр Лукашенко, который в числе прочего проявил интерес к судьбе славянских жителей Абхазии, неофициально выразил поддержку самопровозглашённой республике и пообещал содействие в снятии санкций. Эти санкции, длившиеся около 5 лет, сначала были смягчены, но окончательно отменены только при президенте РФ Путине, взявшем курс на поэтапную военно-политическую интеграцию Абхазии и России.
Джергения — один из разработчиков принятых в августе 1990 года Верховным Советом Абхазии Декларации о государственном суверенитете Абхазской Советской Социалистической Республики и Постановления о правовых гарантиях защиты государственности Абхазии. Внёс большой вклад в разработку закона о Выборах в Верховный совет Абхазии 1991 г., в соответствии с которым 28 мест в ВС Абхазии закреплялось за абхазами, 26 — за грузинами, 11 — за представителями других национальностей. Впоследствии благодаря этому закону ВС Абхазии удалось провести ряд решений, направленных на правовое обоснование и укрепление суверенитета Абхазии.
7 декабря 1996 года Джергении в нарушение дипломатического протокола дал двухчасовую аудиенцию в Минске президент Белоруссии Александр Лукашенко, который в числе прочего проявил интерес к судьбе славянских жителей Абхазии, неофициально выразил поддержку самопровозглашённой республике и пообещал содействие в снятии санкций.

## Расследование убийства вице-премьера Юрия Воронова
В 1995—1997 годах генпрокурор Республики Абхазия Джергения был руководителем расследования произошедшего 11 сентября 1995 года в Сухуме убийства видного русского учёного, историка и археолога, депутата Верховного Совета и вице-премьера Правительства РА Юрия Воронова. В ходе расследования оперативно-следственной группой под руководством Джергении были установлены исполнители убийства, — абхазец Альберт Тарба (непосредственно застреливший профессора), чеченцы Саид Ицлаев и Сулим Татаев. Пособниками бандитов оказались абхазцы, уроженцы села Члоу Очамчырского района Абхазии братья Рафаэль и Роберт Цвижба. В ходе преследования пособникам киллеров удалось скрыться на территории Грузии, затем они переехали во Францию. Заказчики и мотивы преступления не установлены; личных претензий к Воронову они не имели, по наиболее вероятной версии следствия, целью убийства была общая дестабилизация обстановки в Абхазии.

## Премьер-министр
Джергения был назначен на должность премьер-министра 7 июля 2001 года. Из-за ухудшения здоровья президента принимал ряд самостоятельных решений в русле политики Ардзинбы. Считался пророссийски настроенным политиком и отвергал возможность воссоединения с Грузией. Джергения организовал выдачу паспортов РФ на территории Абхазии, наладил тесные связи с президентом Южной Осетии Эдуардом Кокойты как естественным союзником в противостоянии с Грузией. Однако экономическое положение Абхазии из-за осторожной и нерешительной позиции России продолжало ухудшаться. Правительство Джергении подвергалось критике со стороны абхазской оппозиции, шансы Джергении победить на президентских выборах из-за отсутствия поддержки в массах всерьёз не расценивались.
29 ноября 2002 года Ардзинба освободил Джергению от поста премьера — официально из-за его неспособности гарантировать выполнение бюджета и подготовить план на зимний период. К моменту отставки Джергения только что возвратился из Москвы, где подписал контракт по поставке электричества Краснодарскому краю из Абхазии. По оценке политологов, в тот момент Ардзинба после консультаций в окружении президента России Путина начал делать ставку на молодого выдвиженца из КГБ, в будущем четвёртого президента Абхазии Рауля Хаджимбу. С этой коллизией эксперты связывают возникновение острого личного конфликта между Джергенией и Хаджимбой, несмотря на то, что оба они были близкими к Ардзинбе политиками, сторонниками авторитарной власти.
Джергения был заменён прежним премьер-министром Геннадием Гагулия, а того вскоре сменил Хаджимба.

## Позднейшая карьера
После 2014 года, когда к власти в Абхазии в результате государственного переворота пришёл режим Рауля Хаджимбы, Джергения вновь активизировался и принял участие в ряде мероприятий Блока оппозиционных сил (ядро — партия «Амцахара»). На форумах блока Джергения дал критическую политико-правовую оценку событиям мая 2014 года, действия Хаджимбы и его активистов охарактеризовал как уголовно наказуемые, уличил президента в нарушении сакральной абхазской клятвы, призвал к самороспуску парламента Абхазии и досрочным президентским выборам.

## Смерть
Анри Джергения скончался 5 января 2020 года на 79-м году жизни в Москве, где с начала грузино-абхазского конфликта 1990-х годов проживал с семьёй в собственной квартире у метро Профсоюзная.